# Zerstörer 1936A
Zerstörer 1936A var en tysk jagarklass som användes under det andra världskriget.
Efter att en ny 15 cm kanon hade konstruerats år 1936, valdes denna kanon för den nya klassens jagare som kallades Narvik-jagare. Detta var den grövsta vapen-kalibern på någon jagare vid denna tidpunkt och det antogs därför att dessa fartyg skulle ha en taktisk fördel över sådana som var utrustade med 12,7 cm kanoner. De nya fartygen skulle få ett kanontorn med två kanoner monterade i fartygets för, något som var en nyhet för tyska jagare. Eftersom de nya tornen inte blev färdigställda i tid utrustades fartygen med en enkel 15 cm kanon istället och det var menat att denna senare skulle bytas ut mot det planerade tornet.
Jagarklassens allmänna design liknande föregångarens, men flera åtgärder genomfördes för att förbättra fartygets sjöduglighet. Det enkla rodret byttes ut mot ett dubbelroder och försektionen modifierades. När man framförde fartyget i hög sjö såg man dock snabbt att den nya fören var dåligt designad och att fartyget översköljdes med för mycket vatten. Detta problem förvärrades till och med efter installationen av de nya dubbeltornen. Det tog lång tid innan man insåg att det var den nya akterdesignen som var orsaken till det hela.
Under kriget utrustades de överlevande fartygen med ytterligare luftvärnskanoner (Projektnamn: ”Barbara”) eftersom den ursprungliga bestyckningen visade sig vara otillräcklig.

## Fartyg av klassen
- Z23
  - Påbörjad: Deschimag Bremen, 15 november 1938
  - Sjösatt: 15 december 1939
  - I tjänst: 15 september 1940
  - Öde: skrotad after 1951

- Z24
  - Påbörjad: Deschimag Bremen, 2 januari 1939
  - Sjösatt: 7 mars 1940
  - I tjänst: 26 oktober 1940
  - Öde: sänkt, den 25 augusti 1944

- Z25
  - Påbörjad: Deschimag Bremen, 15 februari 1939
  - Sjösatt: 16 mars 1940
  - I tjänst: 30 november 1940
  - Öde: skrotad 1958

- Z26
  - Påbörjad: Deschimag Bremen, 1 april 1939
  - Sjösatt: 2 april 1940
  - I tjänst: 11 januari 1940
  - Öde: sänkt, den 29 mars 1942

- Z27
  - 1 augusti 1940
  - I tjänst: 26 februari 1941
  - Öde: sänkt, den 28 december 1943

- Z28
  - Påbörjad: Deschimag Bremen, 30 november 1939
  - Sjösatt: 20 augusti 1940
  - I tjänst: 9 augusti 1941
  - Öde: sänkt, den 6 mars 1945

- Z29
  - Påbörjad: Deschimag Bremen, 21 mars 1940
  - Sjösatt: 15 oktober 1940
  - I tjänst: 25 juni 1941
  - Öde: sänkt av egen besättning den 16 december 1946

- Z30
  - Påbörjad: Deschimag Bremen, 15 april 1940
  - Sjösatt: 8 december 1940
  - I tjänst: 15 november 1941
  - Öde: skrotad 1949